# Baby - Il segreto della leggenda perduta
Baby - Il segreto della leggenda perduta è un  film del 1985, diretto da Bill W. L. Norton. È una storia di ambientazione fantascientifica.
Il film è chiaramente ispirato alla leggenda del mokele mbembe, il mostro dalle apparenze sauropodi che popolerebbe, secondo vari racconti e testimonianze in voga fra le tribù locali, le paludi del centro Africa; nel film il nome viene espressamente citato varie volte.

## Trama
Congo, metà anni '80: durante scavi paleontologici, lo scienziato Eric Kiviat (interpretato dall'attore Patrick McGoohan, noto al grande pubblico in particolare per la serie TV ""ll prigioniero") scopre che la leggenda riguardante i Mokele Mbembe, dinosauri ancora viventi nonostante l'evoluzione, è vera; preso da bramosia per i guadagni e la celebrità che deriverebbero da questa scoperta, con l'aiuto di un corrotto generale locale cerca di catturare i due esemplari adulti ed il loro cucciolo, finendo per uccidere il maschio della coppia.
La sua assistente, l'idealista Susan (l'attrice Sean Young, una delle attrici più note ed in voga negli anni '80), ed il marito George (interpretato dall'attore William Katt, all'epoca sulla cresta dell'onda mondiale grazie al telefilm  "Ralph Supermaxieroe"), cercano in ogni modo di salvare la madre ed il cucciolo, aiutati anche da una simpatica tribù locale.